# Biểu tượng Wikipedia

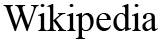
Biểu tượng của Wikipedia bằng phông chữ Times New Roman

Biểu tượng của Wikipedia, một bách khoa toàn thư đa ngôn ngữ miễn phí trực tuyến, là một quả cầu chưa hoàn thiện được lắp ráp từ các mảnh ghép hình, với một số mảnh bị thiếu ở trên, được khắc bằng kí tự từ nhiều hệ thống chữ viết khác nhau. Nó được hiển thị trên các trang web phiên bản tiếng Anh của Wikipedia, với từ "Wikipedia" bên dưới quả cầu và dòng chữ "The free encyclopedia" (Bách khoa toàn thư miễn phí) bằng phông chữ Linux Libertine ở dưới cùng.

## Thiết kế hình cầu theo kiểu ghép hình

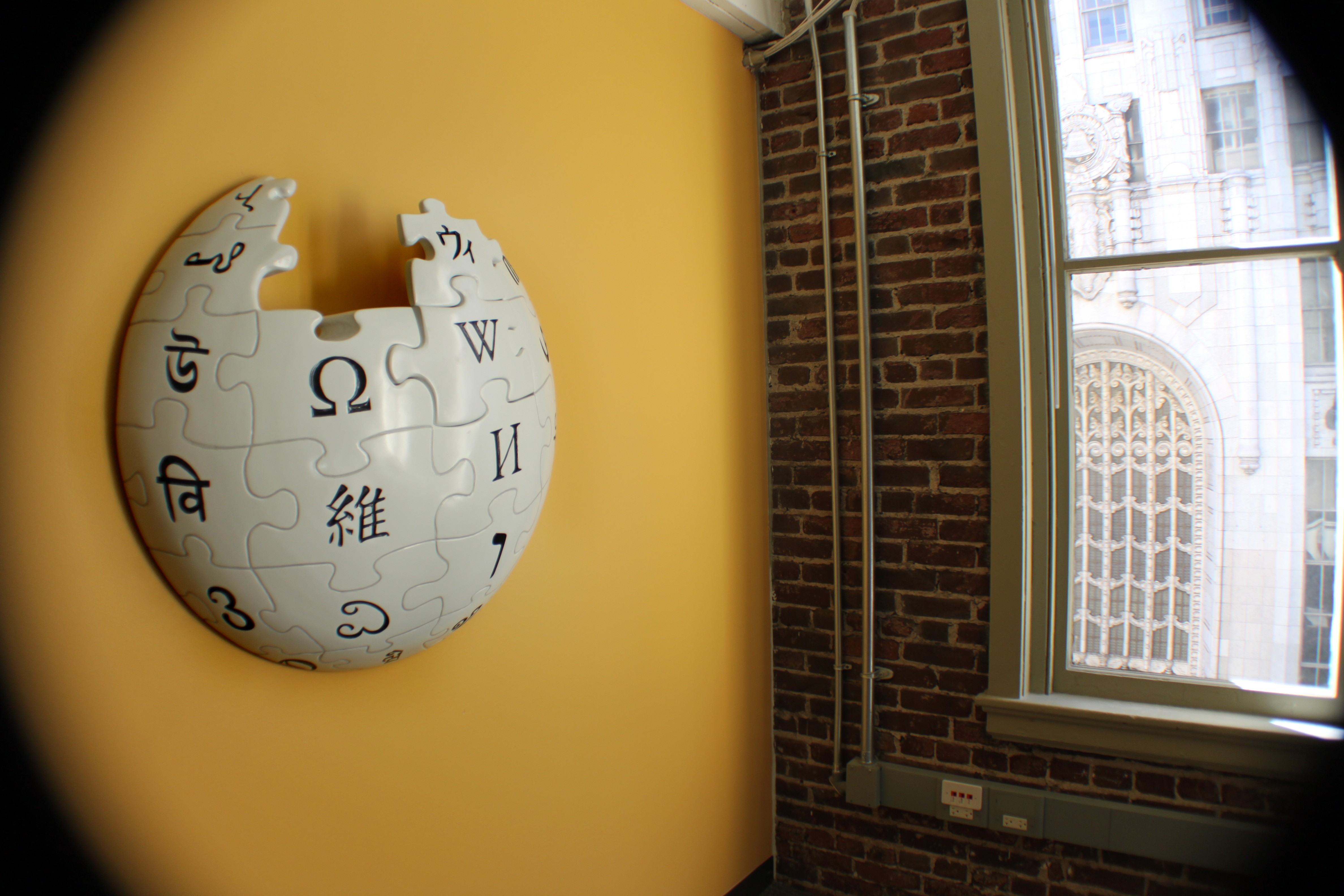
Một quả địa cầu treo trong văn phòng Wikimedia Foundation.

Mỗi mảnh ghép chứa một hoặc nhiều chữ cái và kí tự, tượng trưng cho tính đa ngôn ngữ của Wikipedia. , Những kí tự hầu hết là chữ cái đầu tiên trong tên Wikipedia từ ngôn ngữ đó (như với chữ cái Latinh "W"). Chúng là:
- Cột ngoài cùng bên trái, từ trên xuống dưới là chữ Armenia ⟨Վ⟩ v, Campuchia ⟨វិ⟩ VE (nằm ngang), Bengali ⟨উ⟩ U, Devanagari ⟨वि⟩ vi, và Gruzia ⟨ვ⟩ v.
- Cột giữa bên trái là chữ Hy Lạp ⟨Ω⟩ ō, bên dưới là Trung Quốc ⟨維⟩ Wei, [3] Kannada ⟨ವಿ⟩ Vi, và (khó thấy ở dưới cùng) chữ Tây Tạng ⟨ཝི⟩
- Cột giữa bên phải là chữ Latin ⟨W⟩, bên trên là chữ Nhật ⟨ウィ⟩ wi; bên dưới là Cyrillic ⟨И⟩ i, Hebrew ⟨ו⟩ V, và (khó thấy ở dưới cùng) chữ Tamil ⟨வி⟩ vi.
- Cột ngoài cùng bên phải là chữ Ethiopia ⟨ው⟩ wə, tiếng Ả Rập ⟨و⟩ w, Hàn Quốc ⟨위⟩ wi, và Thái ⟨วิ⟩ wi.

Khoảng trống bị thiếu ở trên cùng đại diện cho tính chưa hoàn thiện của những dự án, bài viết và ngôn ngữ chưa được thêm vào. .

## Lịch sử

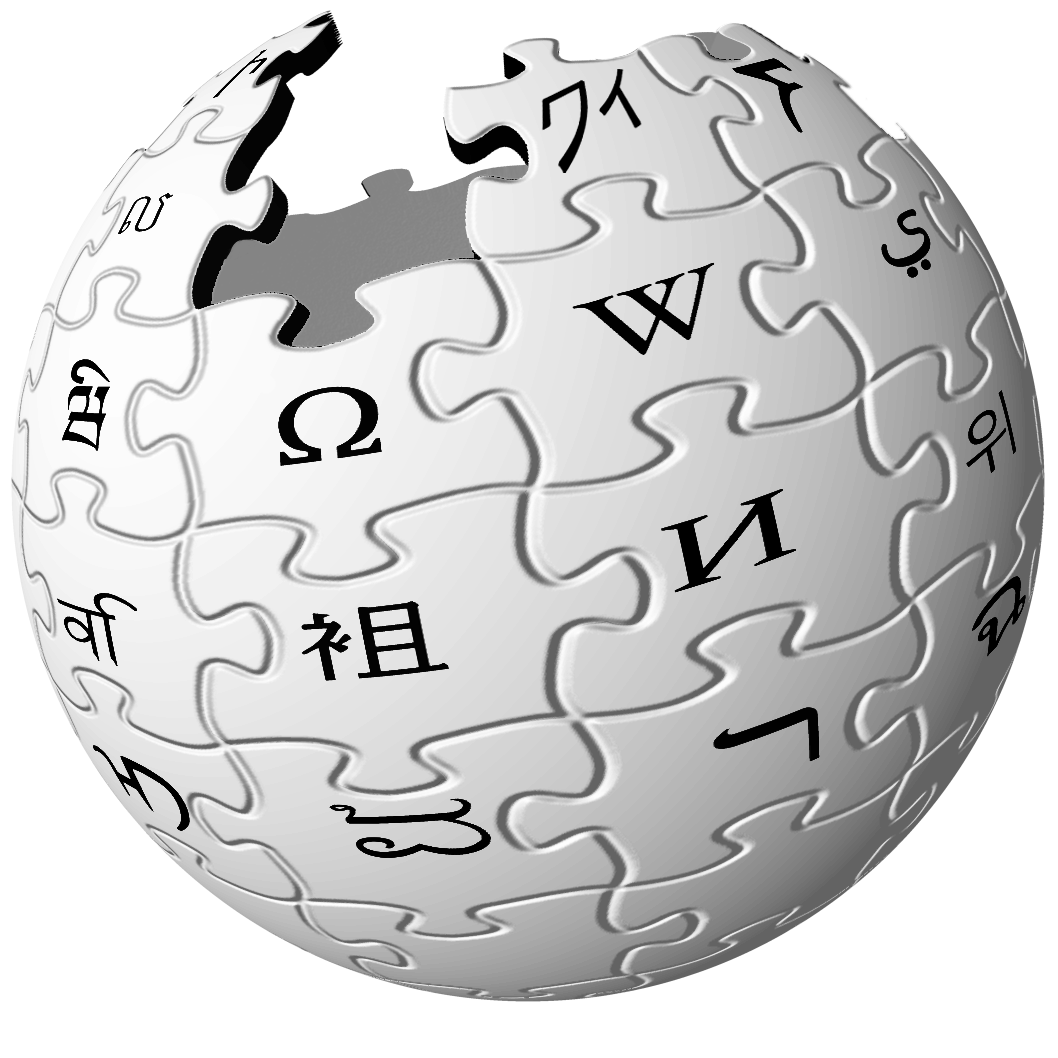
Logo của Wikipedia được sử dụng từ 2003 đến 2010

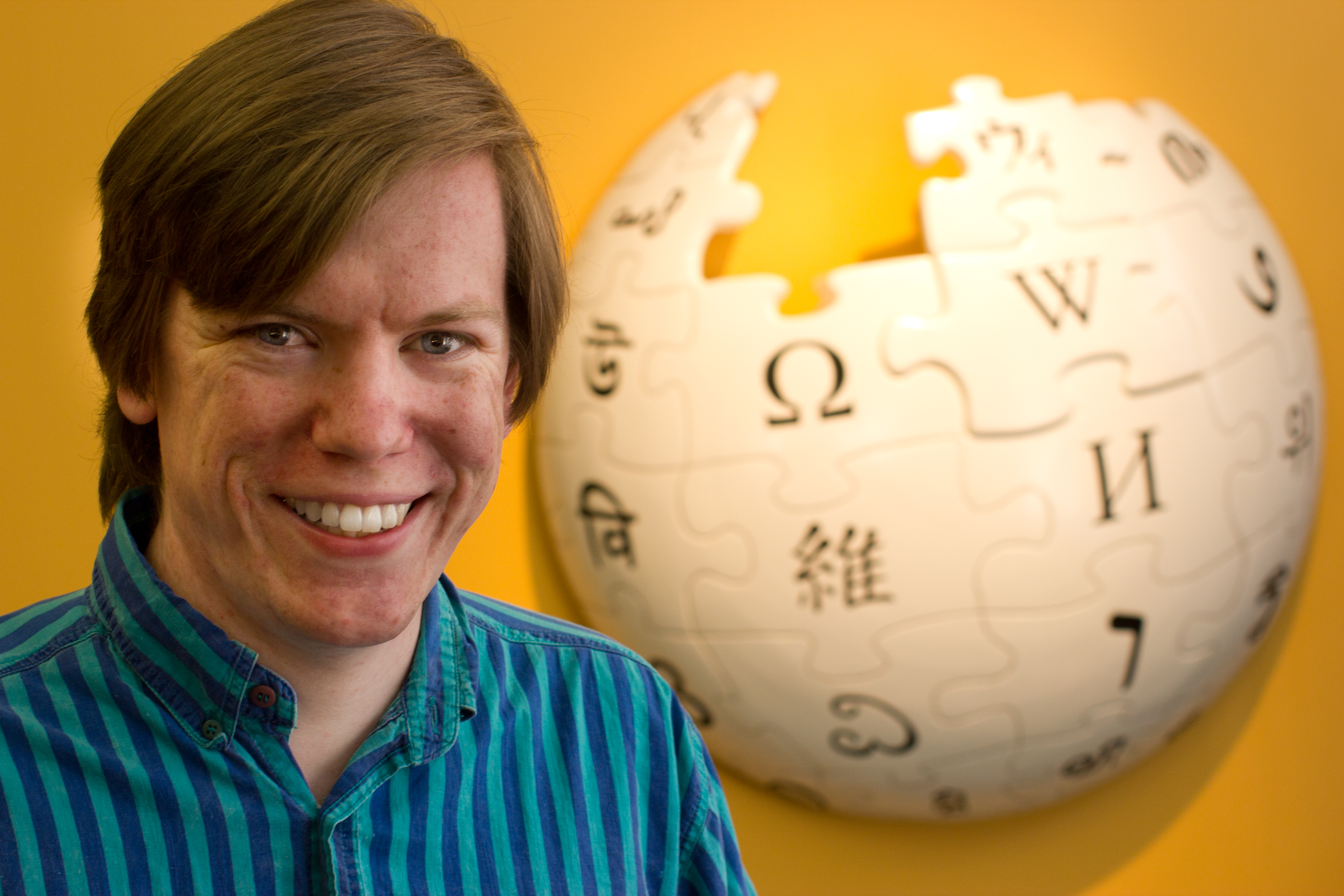
Người tạo logo Paul Stansifer tại Wikimedia Foundation trước tác phẩm điêu khắc Logo Puzzle Globe Wikipedia vào tháng 5 năm 2012

Thiết kế của cái tên "WIKIPEDIA" bên dưới một quả cầu, với chữ W gồm hai chữ V lồng vào nhau và chữ A lớn, được người dùng Wikipedia The Cuncator thiết kế cho một cuộc thi logo tháng 11 năm 2001. Logo quả cầu ghép hình đầu tiên được thiết kế bởi Paul Stansifer, một người dùng Wikipedia 17 tuổi, người đã giành chiến thắng trong một cuộc thi thiết kế do trang web điều hành năm 2003. Một người dùng Wikipedia khác, David Friedland, sau đó đã cải thiện logo bằng cách thay đổi kiểu dáng của các mảnh ghép hình sao cho ranh giới của chúng có vẻ thụt vào và đơn giản hóa nội dung của chúng thành một kí tự trên mỗi mảnh, thay vì một mớ văn bản đa ngôn ngữ vô nghĩa. Một số lỗi sai sót được phát hiện trong quá trình thiết kế. Cụ thể, mảnh kí tự Devanagari và kí tự katakana của Nhật Bản được viết không chính xác. Ngoài ra, ký tự Trung Quốc (袓) không có ý nghĩa liên quan đến Wikipedia.

## Biểu tượng hiện tại

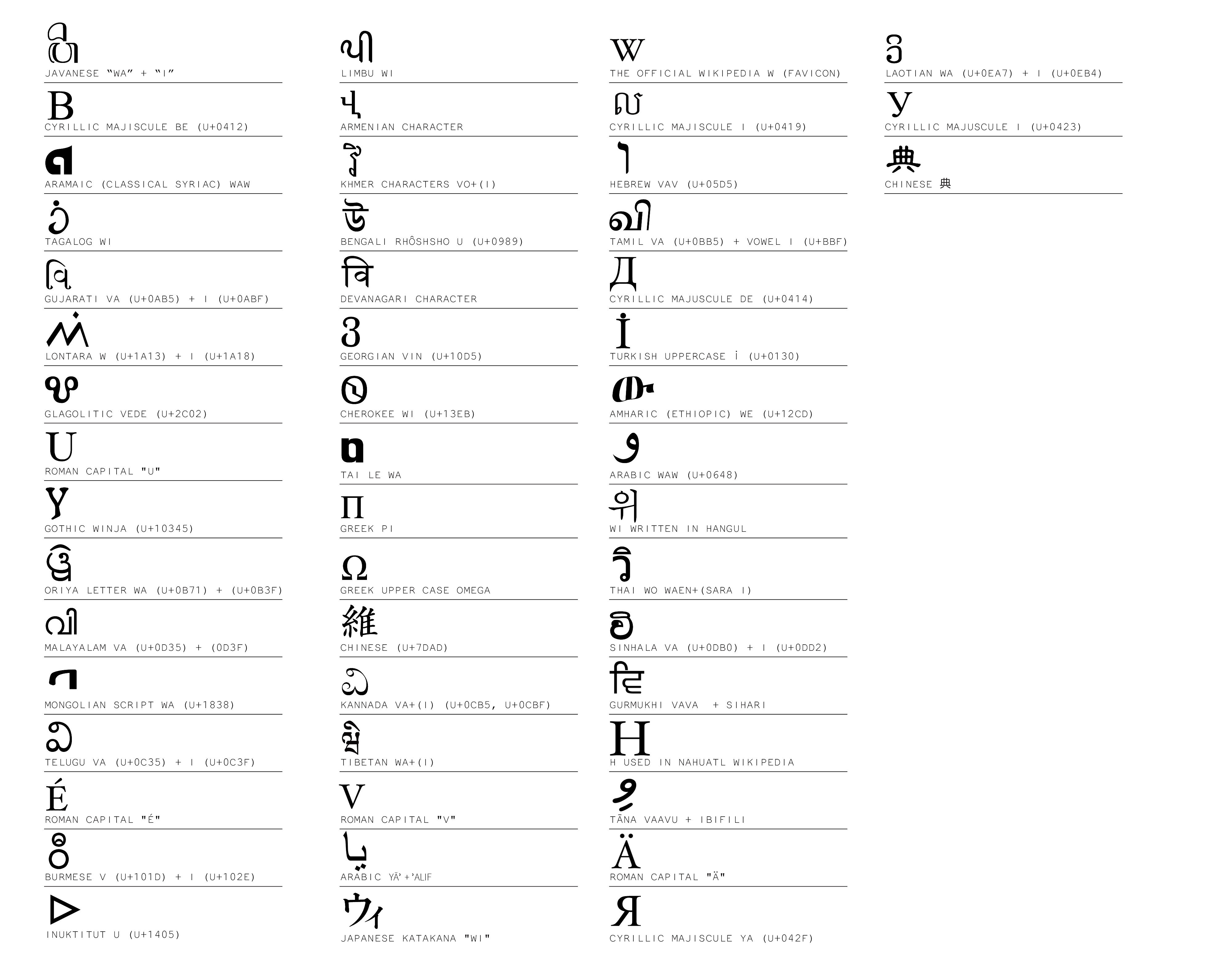
Kí tự có trong logo mới

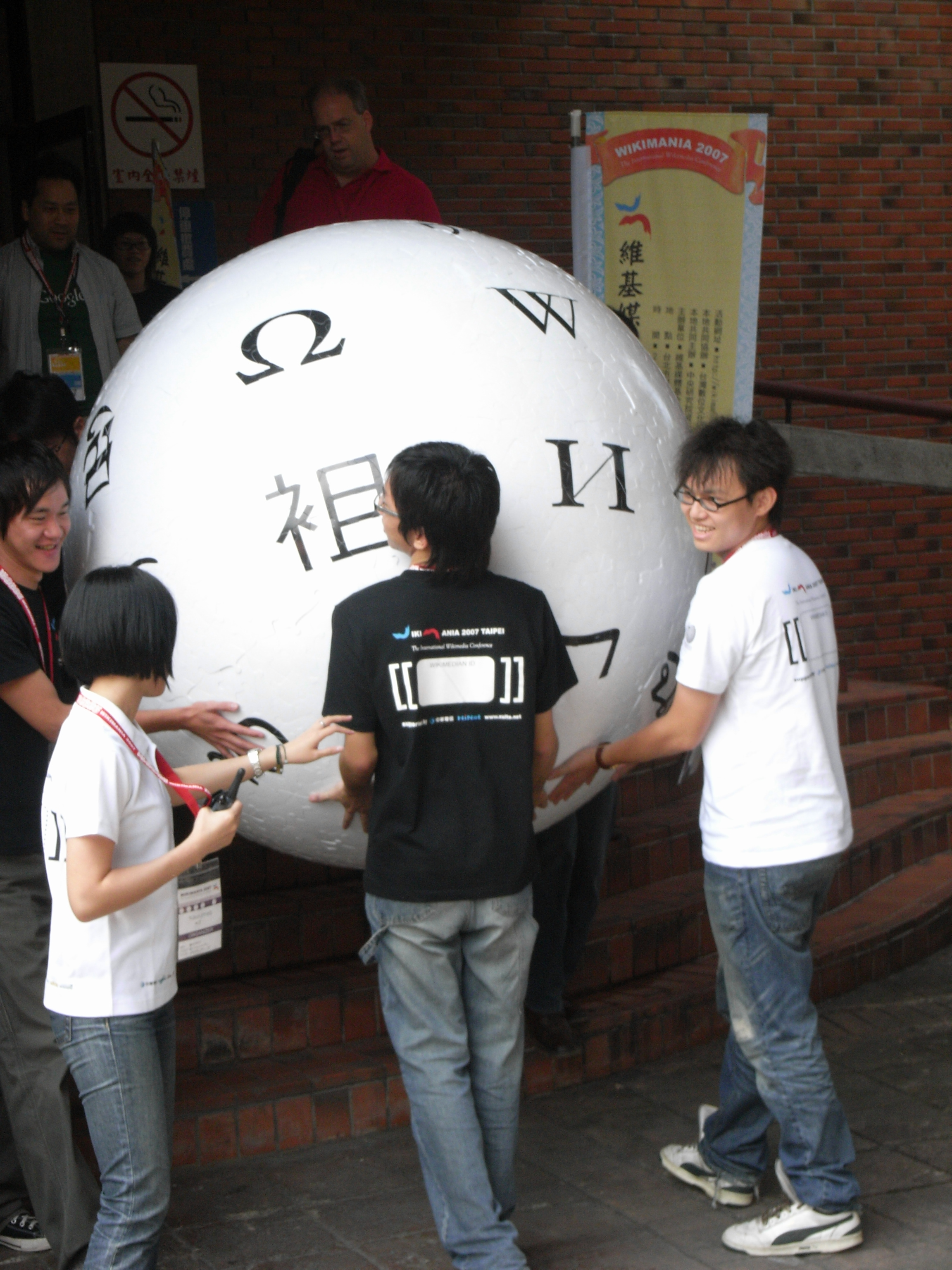
Một "Wikiball"

Vào năm 2007, một mô hình 3D được sửa đổi đã được Wikimedia Đài Loan phát triển dùng cho Wikimania, khi họ phân phối một quả cầu ghép hình đường kính 3 inch dựa trên logo này, và những người tham dự có thể ghép lại với nhau. Nó không thêm các chữ cái khác vào các phần không thể nhìn thấy trên logo 2D, nhưng đã sử dụng khoảng trống đó để bao gồm các logo nhỏ của các dự án chị em và thông tin về Wikimania. Một biến thể của mô hình đó đã được sử dụng để xây dựng một Wikiball có kích thước bằng người, xuất hiện trên một giá đỡ, đặc trưng trong sự kiện này. Điều này dẫn đến một sự quan tâm mới trong việc có được một mô hình 3D thích hợp cho biểu tượng. 

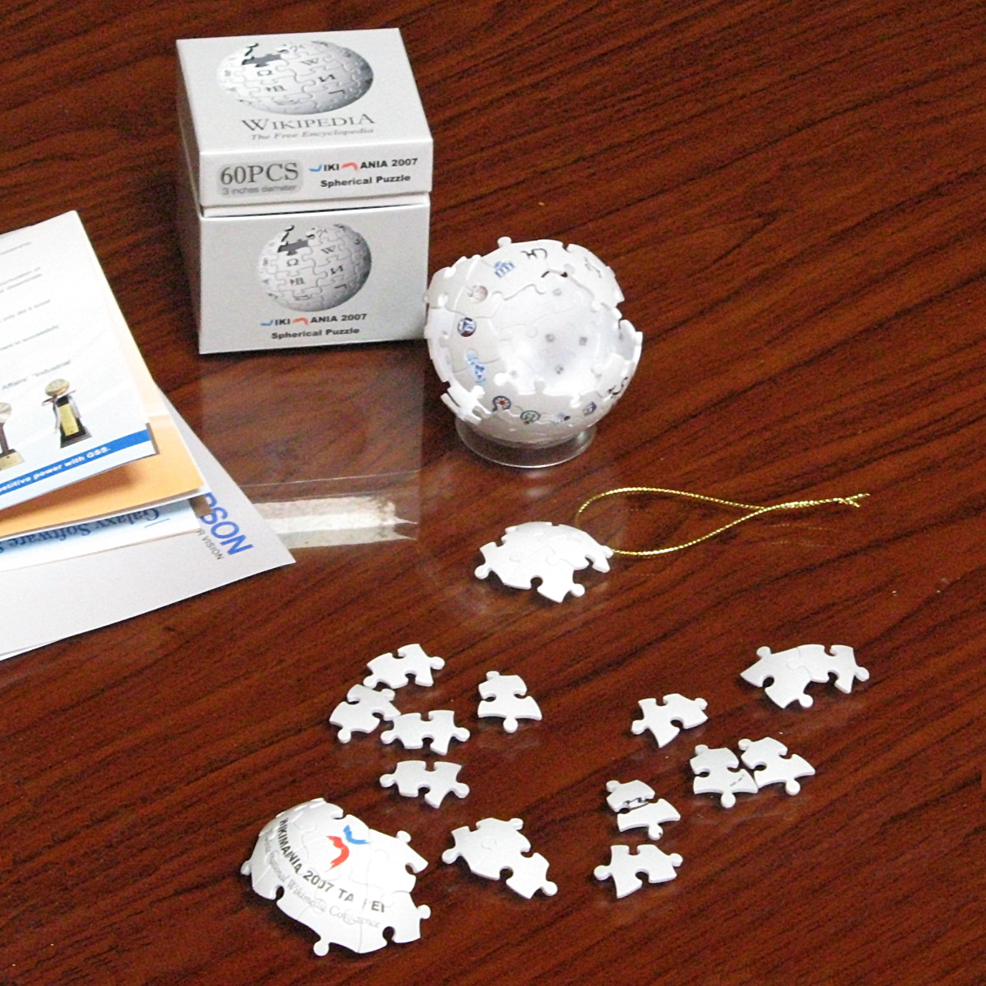
Trò ghép hình Wikipedia 3D từ Wikimania 2007

Đến năm 2007, người dùng trên listervs phát hiện ra rằng logo có một số lỗi nhỏ. Các lỗi không được sửa ngay lập tức, bởi vì, theo Friedland, anh ta không thể lấy lại file dự án ban đầu. Friedland nói thêm rằng "Tôi đã cố gắng xây dựng lại nó, nhưng nó không bao giờ có vẻ đúng" và logo "nên được vẽ lại bởi một họa sĩ minh họa chuyên nghiệp."  Kizu Naoko (木津 尚子), một người dùng Wikipedia, nói rằng hầu hết người dùng Nhật Bản đều đồng ý việc sửa lỗi. Trong email gửi đến Noam Cohen của Thời báo New York, Kizu nói rằng "Có thể là một lựa chọn để giữ nguyên logo như hiện tại. Hầu hết mọi người không nghiêm túc  [sic]  và nghĩ rằng logo trông như một 'nồi cháo heo' với nhiều chữ cái khác nhau mà không có ý nghĩa."
Vào cuối năm 2009, Wikimedia Foundation đã tiến hành sửa lỗi và cập nhật logo toàn cầu nói chung. Các lý do sửa chữa là logo ban đầu không có tỷ lệ tốt và một số chữ xuất hiện bị biến dạng. Đối với logo mới, Wikimedia Foundation đã xác định các ký tự xuất hiện trên các mảnh ghép "ẩn" và có một mô hình máy tính ba chiều trên toàn cầu được tạo để cho phép tạo ra các chế độ xem khác. Một quả cầu 3D mô tả một phần đã được tạo ra cho văn phòng Wikimedia.
Logo đã được tung ra trên các dự án vào tháng 5 năm 2010. Nó có tính năng hiển thị 3D mới của quả cầu giải đố, với các ký tự được sửa (và ký tự Klingon được thay thế bằng ký tự Ge'ez). Các wordmark đã được sửa đổi từ phông chữ chữ Hoefler sang font chữ mã nguồn mở Linux Libertine, và phụ đề không còn in nghiêng. Ký tự "W", được sử dụng ở những nơi khác nhau trong Wikipedia (chẳng hạn như favicon) và là một "phần đặc biệt của thương hiệu Wikipedia", được cách điệu như hai chữ V xếp cạnh nhau trong logo ban đầu, ⟨W⟩ trong khi W trong Linux Libertine được kết xuất bằng một dòng duy nhất. Để cung cấp giao diện truyền thống của Wikipedia "W", ký tự W "chồng hai V lên nhau" đã được thêm vào dưới dạng biến thể OpenType cho phông chữ Libertine của Linux.
Vào ngày 29 tháng 9 năm 2017, logo của Wikipedia đã được nhấn chìm xuống đáy hồ Armenia Sevan nhờ những nỗ lực chung của Wikimedia Armenia và câu lạc bộ thợ lặn ArmDiving. Logo này là một quả cầu chưa đầy đủ được tạo thành từ những mảnh ghép với các biểu tượng (bao gồm cả chữ cái tiếng Armenia của người Armenia) từ các hệ thống các ký hiệu khác nhau được viết trên đó. Logo này rộng 2m, cao 2m (lớn nhất thế giới) đã được sản xuất tại Armenia dành cho cuộc họp thường niên của các chi nhánh Wikimedia ở Trung và Đông Âu - Hội nghị Wikimedia CEE mà nước này tổ chức vào tháng 8 năm 2016 tại Dilijan.

## Thương hiệu
Logo (cũ) đã được Wikimedia Foundation, Inc. đăng ký là Nhãn hiệu Cộng đồng Châu Âu. Nhãn hiệu thương mại này có ngày nộp đơn là 31 tháng 1 năm 2008 và ngày đăng ký là 20 tháng 1 năm 2009.

## Logo
Danh sách này không đầy đủ, bạn cũng có thể giúp mở rộng danh sách.

### Logo được sử dụng trong lịch sử

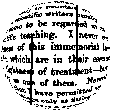
2001 ("thử nghiệm")
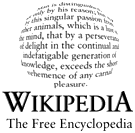
2001–2003
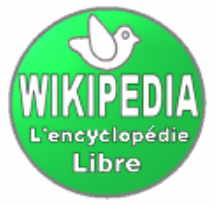
Logo của Wikipedia tiếng Pháp (2002–2003)
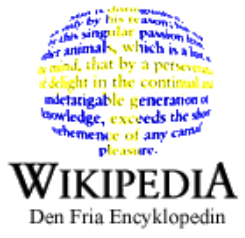
Logo của Wikipedia tiếng Thụy Điển (2003)
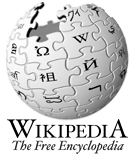
2003–2010
2010–nay

### Logo đặc biệt

#### Lễ kỉ niệm

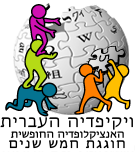
Lễ kỉ niệm thứ năm của Wikipedia tiếng Hebrew (2006)
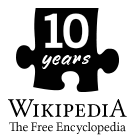
Lễ kỉ niệm thứ mười của Wikipedia (2011)
Lễ kỉ niệm thứ mười của Wikipedia được kỉ niệm dưới dạng tiếng Trung. Biến thể màu đỏ truyền thống của Trung Quốc (2011)
Lễ kỉ niệm thứ mười của Wikipedia được kỉ niệm dưới dạng tiếng Trung. Biến thể màu đen truyền thống của Trung Quốc (2011)
Lễ kỉ niệm thứ mười của Wikipedia được kỉ niệm dưới dạng tiếng Trung. Biến thể góc đen truyền thống của Trung Quốc (2011)
Lễ kỉ niệm thứ mười của Wikipedia được kỉ niệm dưới dạng tiếng Trung. Biến thể góc cam truyền thống của Trung Quốc (2011)
Lễ kỉ niệm thứ mười của Wikipedia được kỉ niệm dưới dạng tiếng Trung. Biến thể màu đỏ của tiếng Trung giản thể (2011)
Lễ kỉ niệm thứ mười của Wikipedia được kỉ niệm dưới dạng tiếng Trung. Biến thể màu đen của tiếng Trung giản thể (2011)
Lễ kỉ niệm thứ mười của Wikipedia tiếng Ba Lan (2011)
Lễ kỉ niệm thứ mười của Wikipedia tiếng Alemannic (2013)
Mười năm kỉ niệm của Aragonese Wikipedia (2014)
Mười năm kỉ niệm của Aragonese Wikipedia (2015)
Logo đầu tiên kỉ niệm 20 năm của Wikipedia dưới dạng tiếng Anh (2021)
Logo thứ hai kỉ niệm 20 năm của Wikipedia dưới dạng tiếng Anh (2021)
Logo kỉ niệm 20 năm  Wikipedia dưới dạng tiếng Trung  (2021)
Logo kỉ niệm 20 năm Wikipedia tiếng Ba Lan (2021)
Logo kỉ niệm 20 năm Wikipedia tiếng Tây Ban Nha (2021)
Logo kỉ niệm 20 năm Wikipedia tiếng Nga (2021)
Logo kỉ niệm 20 năm Wikipedia tiếng Việt (2021)

#### Lễ kỉ niệm mốc đạt được

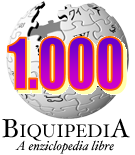
1000 bài trên Aragonese Wikipedia (2005)
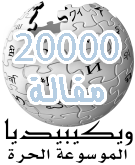
20 000 bài viết tại Wikipedia tiếng Ả Rập (2006)
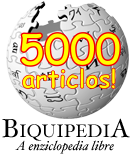
5 000 bài trên Aragonese Wikipedia (2006)
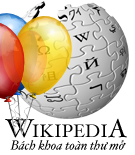
10 000 bài viết tại Wikipedia tiếng Việt (2006)
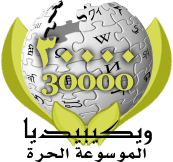
30 000 bài của Arabic Wikipedia (2007)
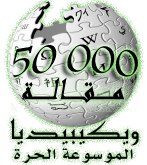
50 000 bài trên Arabic Wikipedia (2007)
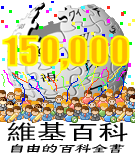
150 000 bài của Wikipedia tiếng Trung (2007)
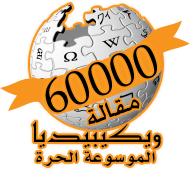
60 000 bài của Wikipedia tiếng Ả rập (2008)
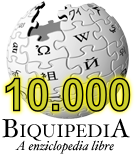
10 000 bài của Wikipedia tiếng Aragon (2008)
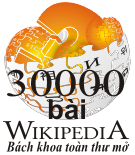
30 000 bài của Wikipedia tiếng Việt (2008)
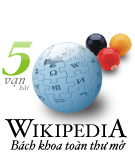
50 000 bài của Wikipedia tiếng Việt (2008)
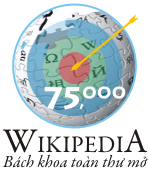
75 000 bài của Wikipedia tiếng Việt (2008)
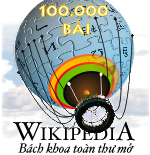
100 000 bài của Wikipedia tiếng Việt (2009)
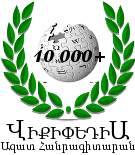
10 000 bài của Wikipedia tiếng Armenia (2010)
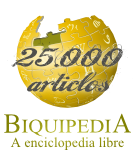
25 000 bài của Wikipedia tiếng Aragon (2011)
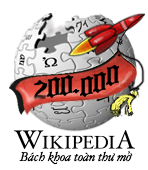
200 000 bài của Wikipedia tiếng Việt (2011)
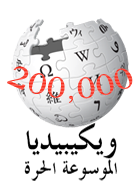
200 000 bài của WIkipedia tiếng Ả râp (2012)
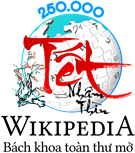
250 000 bài của Wikipedia tiếng Việt (2012)
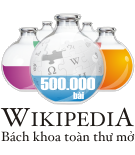
500 000 bài của Wikipedia tiếng Việt (2012)
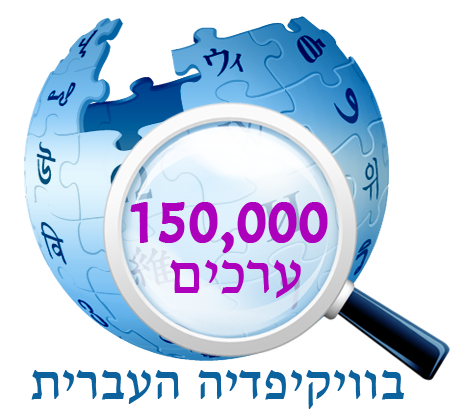
150 000 bài của Hebrew Wikipedia (2013)
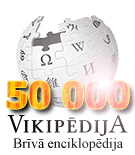
50 000 bài của Wikipedia tiếng Latvia (2013)
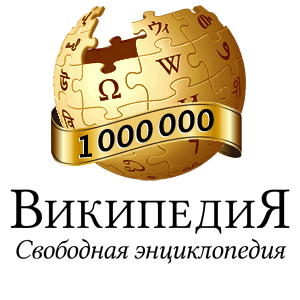
1 triệu bài của Wikipedia tiếng Nga (2013)
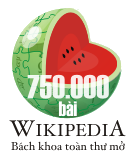
750 000 bài của Wikipedia tiếng Việt (2013)
1 triệu bài của Wikipedia tiếng Việt (2013)
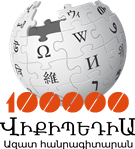
100 000 bài của Wikipedia tiếng Armenia (2013)
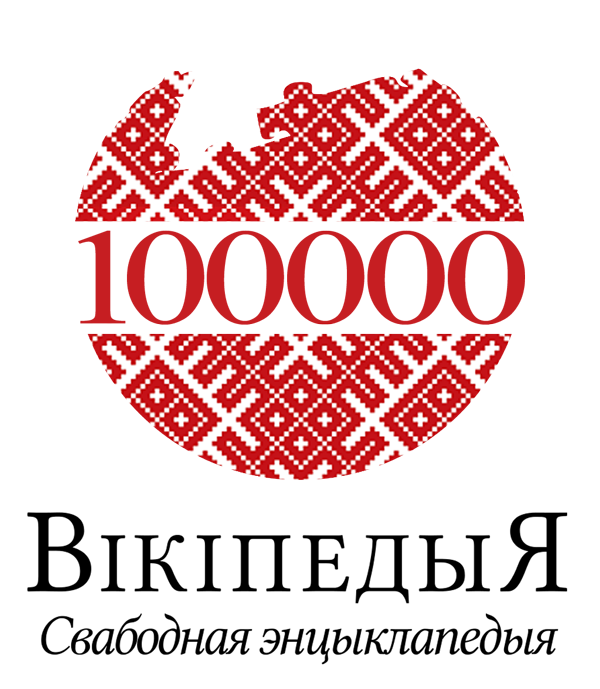
100 000 bài của Wikipedia tiêng Belarus (2015)
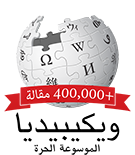
400 000 bài của Wikipedia tiếng Armenia (2015)
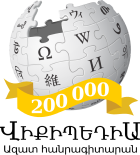
200 000 bài của Wikipedia tiếng Armenia (2016)
2 triệu bài của Wikipedia tiếng Pháp (2016)
2 triệu bài của Wikipedia tiếng Đức (2016)
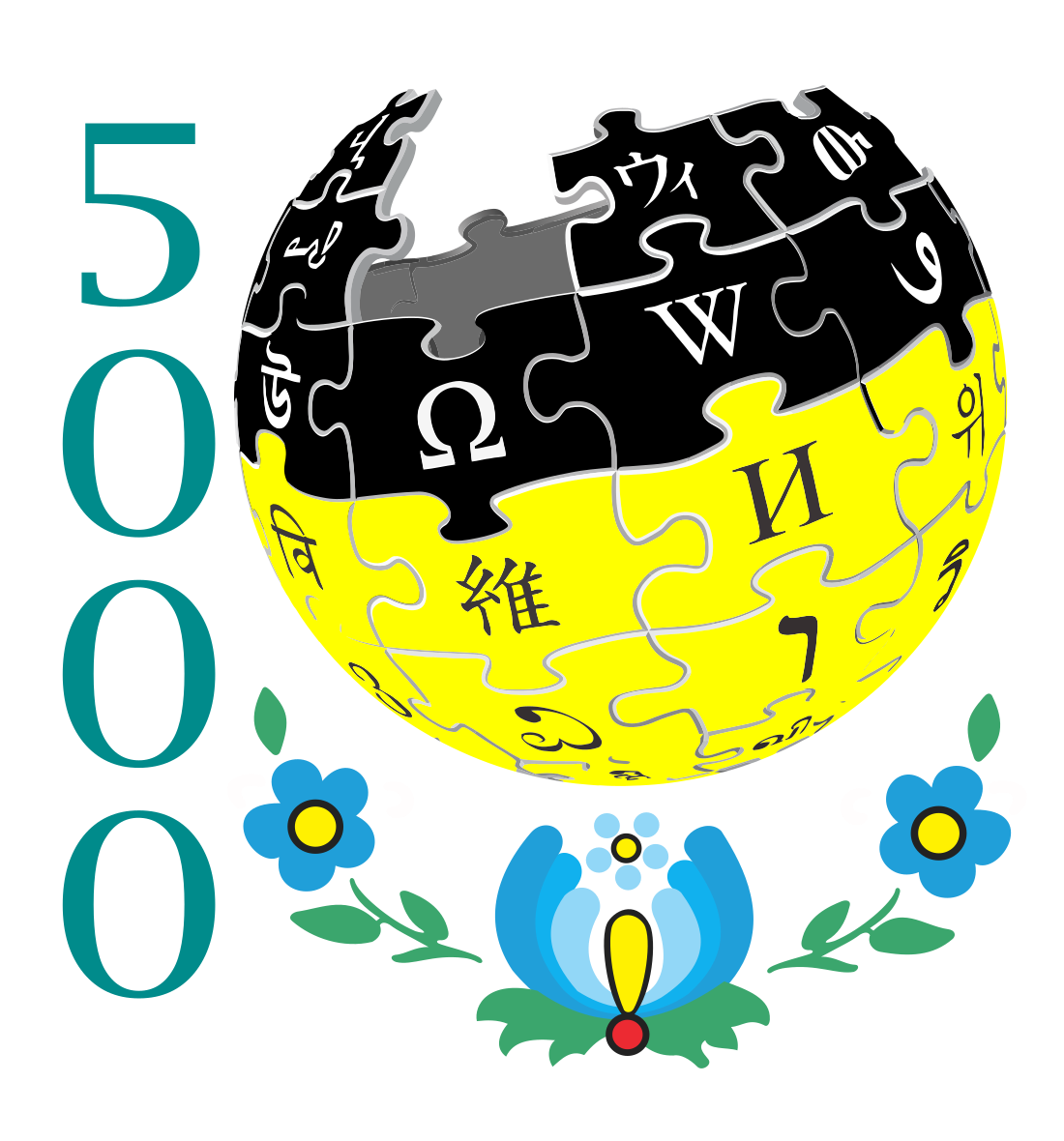
5 000 bài của Wikipedia tiếng Kazakhstan (2016)
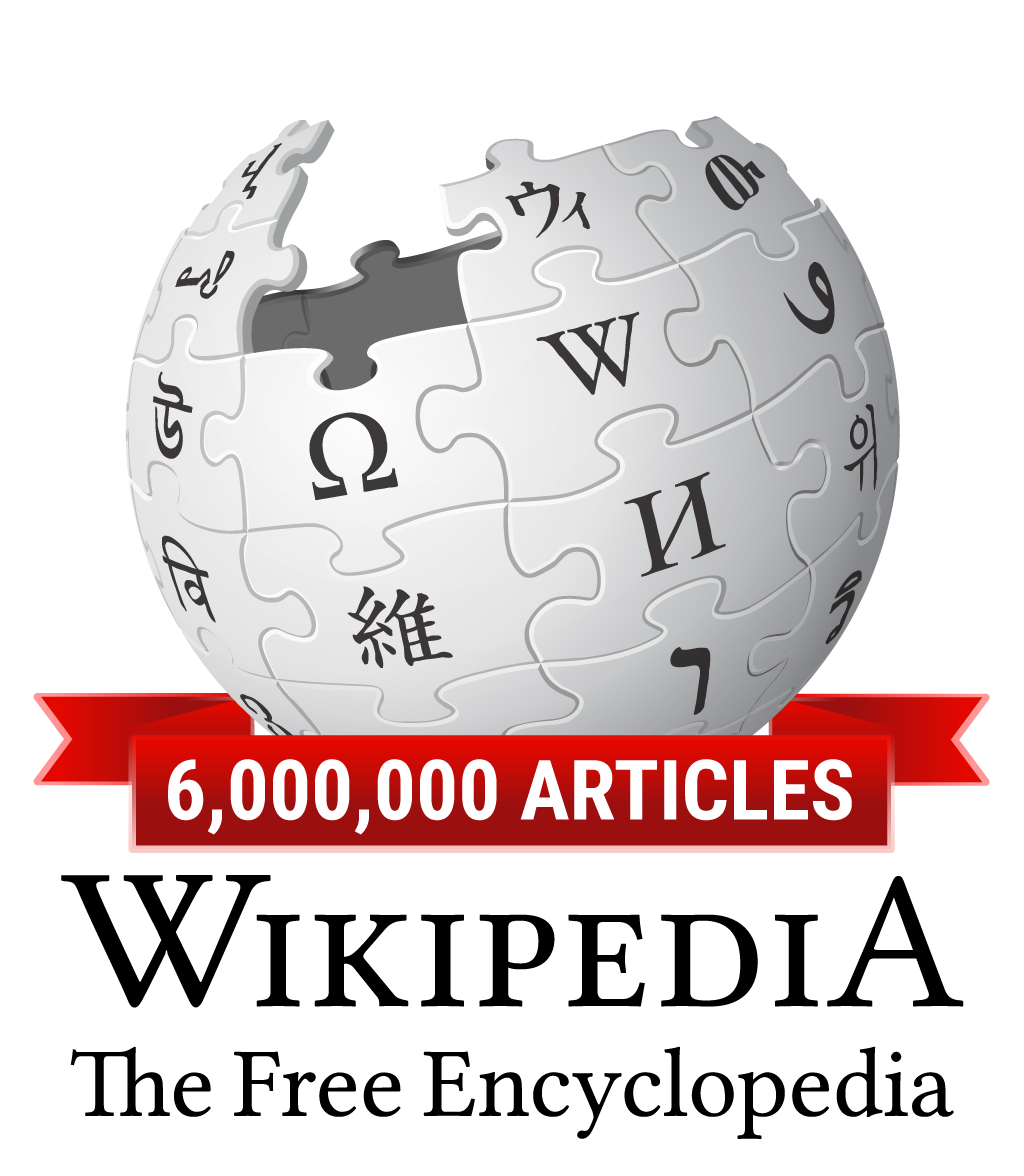
6 triệu bài của Wikipedia tiếng Anh (2020)
200 000 bài của Wikipedia tiếng Belarus (2020)
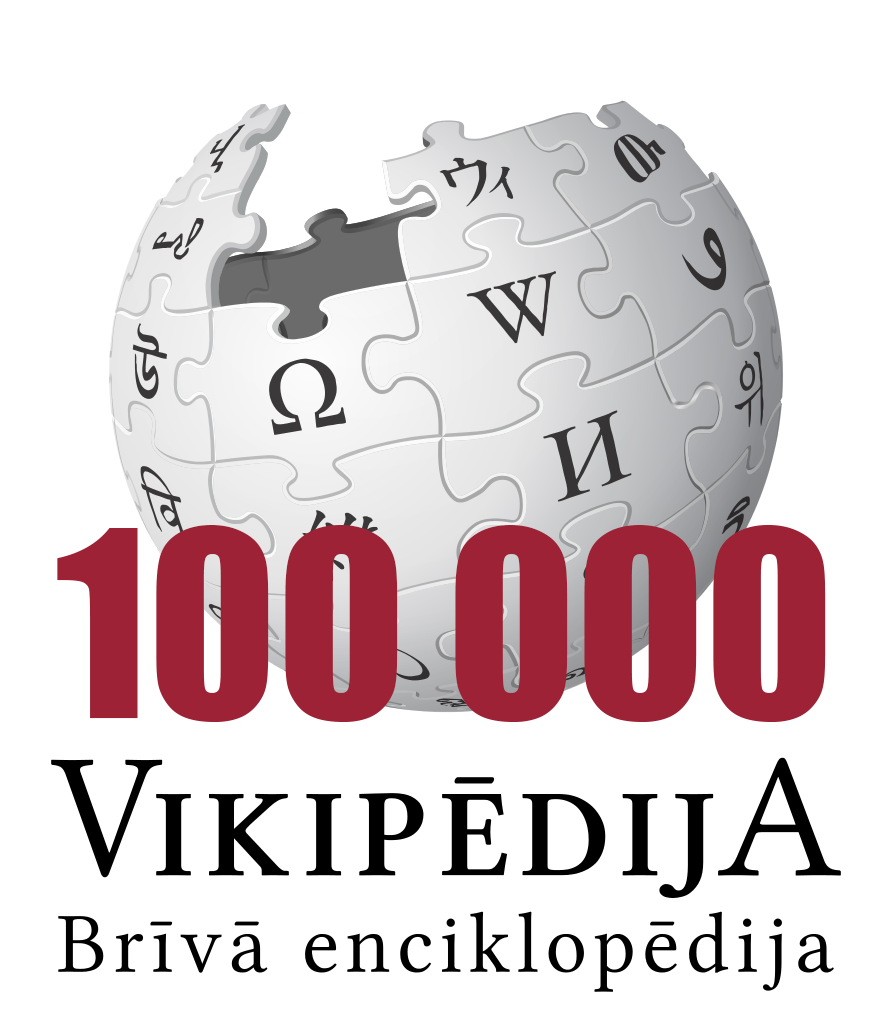
100 000 articles on the Wikipedia tiếng Latvia (2020)
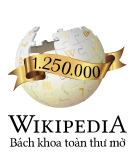
1 250 000 bài của Wikipedia tiếng Việt (2020)
1 500 000 bài của Wikipedia tiếng Ba Lan (2021)

#### Sự kiện

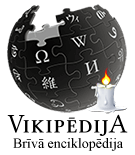
Logo Wikipedia Latvia tưởng nhớ nạn nhân trong Vụ sập trần siêu thị Riga ở Latvia (23–26 tháng 11, 2013)
Logo Wikipedia Thổ Nhĩ Kỳ sau khi chính quyền Thổ Nhĩ Kỳ chặn Wikipedia (2017)
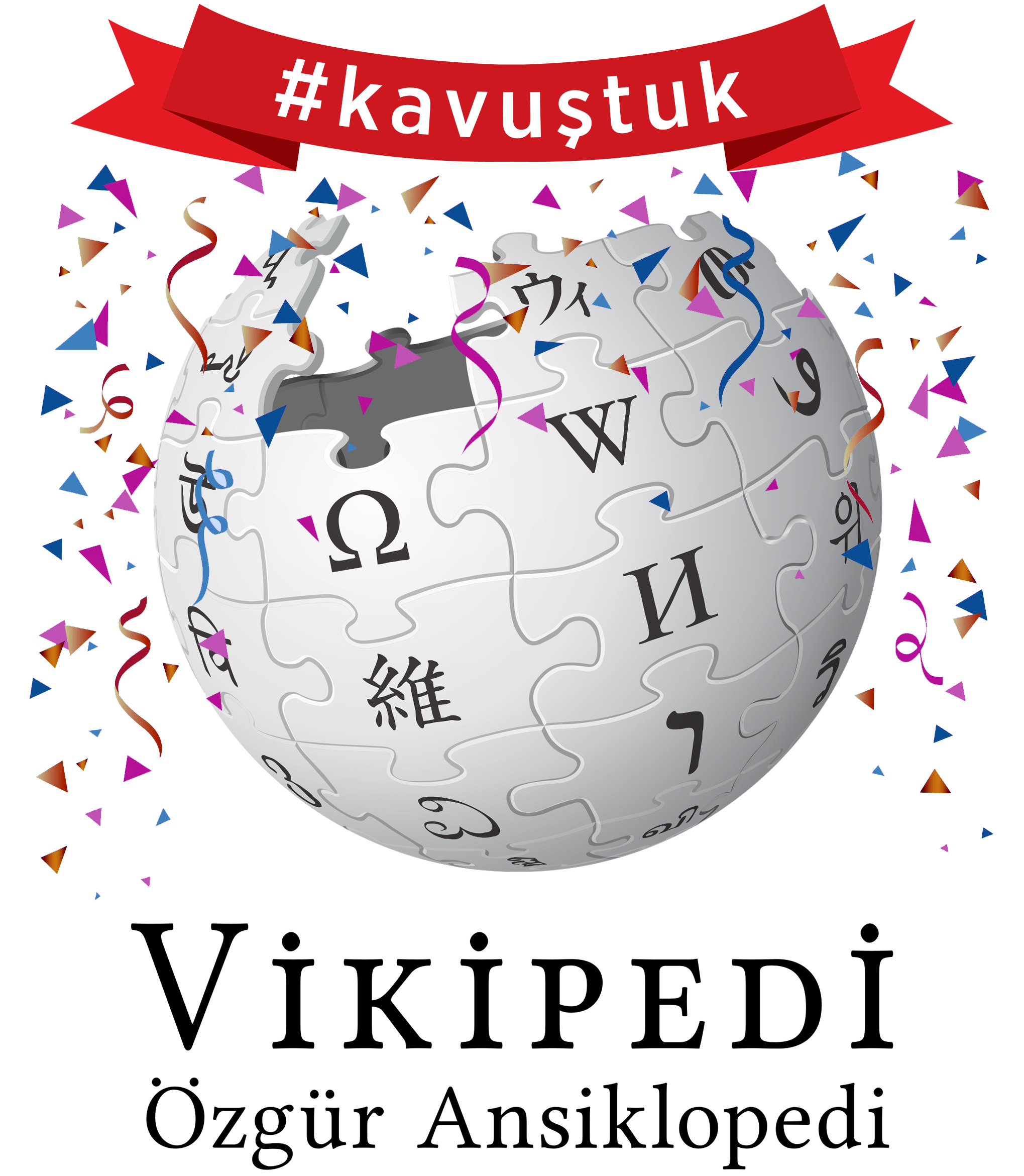
Logo Wikipedia Thổ Nhĩ Kỳ trong chiến dịch #WeMissTurkey nhằm gỡ lệnh chặn Wikipedia ở Thổ Nhĩ Kỳ (2018)
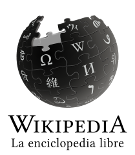
Logo Wikipedia Tây Ban Nha trong cuộc biểu tình chống Chỉ thị về Bản quyền trong Thị trường Số Duy nhất  (2018)
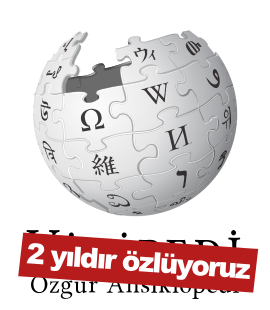
Logo Wikipedia Thổ Nhĩ Kỳ sau hai năm thi hành lệnh chặn Wikipedia ở Thổ Nhĩ Kỳ, với thông điệp "2 yıldır özlüyoruz" (Tiếng Việt: "nhớ bạn suốt hai năm") (2019)
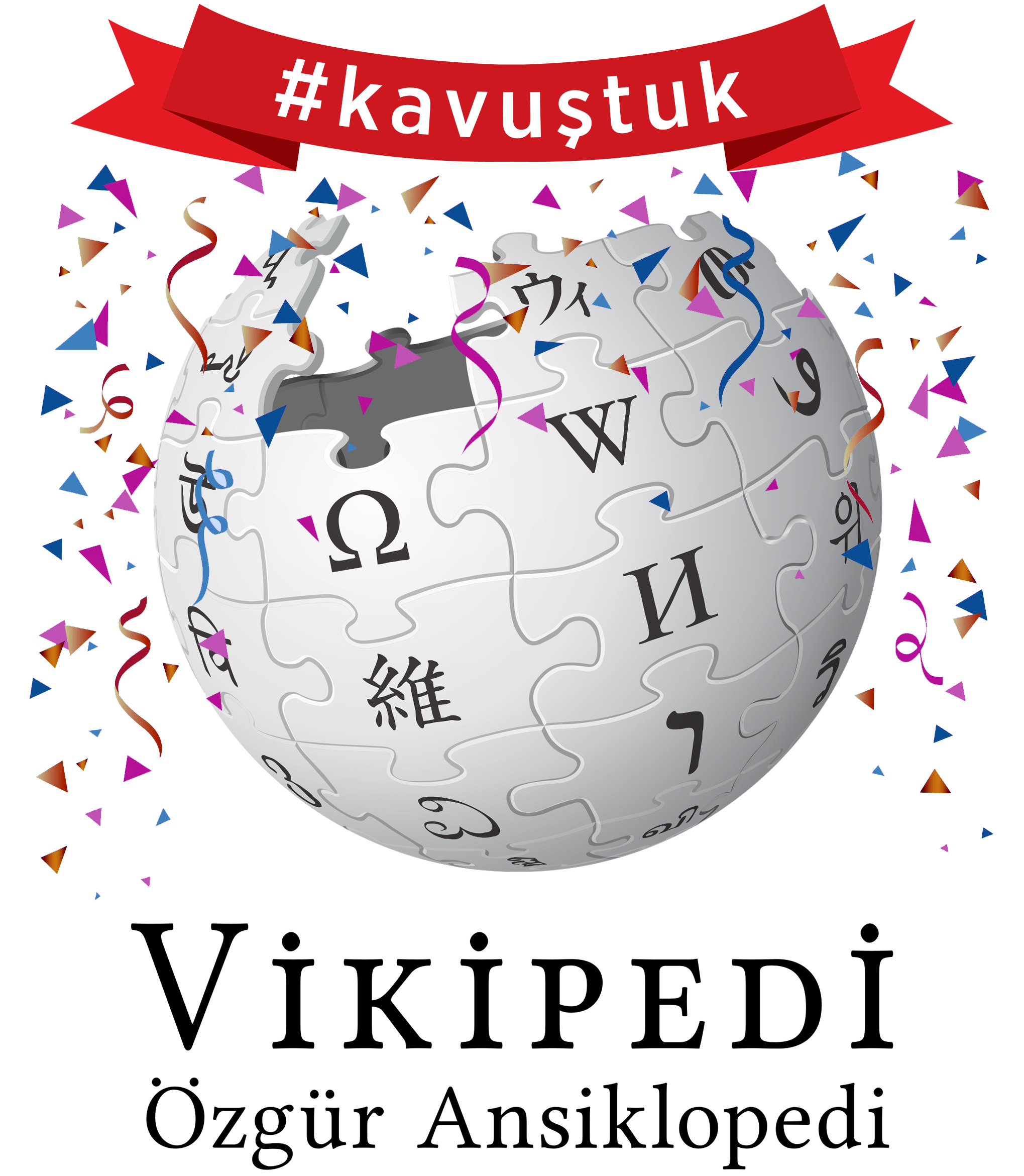
Logo Wikipedia Thổ Nhĩ Kỳ khi lệnh chặn Wikipedia ở Thổ Nhĩ Kỳ được dỡ bỏ với thông điệp "kavuştuk" (Tiếng Việt: "đoàn tụ") (2020)

#### Ngày lễ

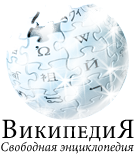
Logo mừng Giáng Sinh và năm mới tại Wikipedia tiếng Nga (2006–2007, 2007–2008, 2008–2009, 2009–2010, 2011–2012, 2012–2013)
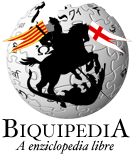
National Day of Aragon at the Aragonese Wikipedia (2008)
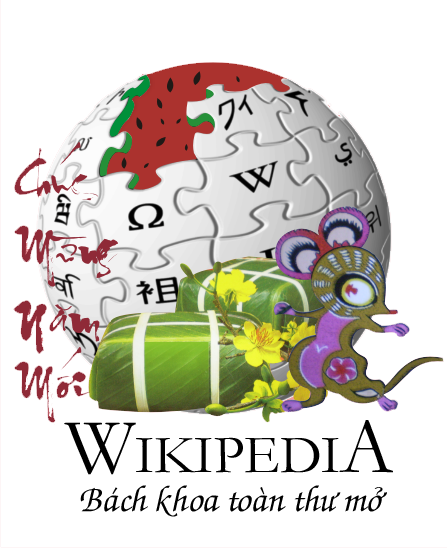
Tết Nguyên đán Wikipedia tiếng Việt (2008)
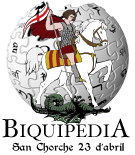
National Day of Aragon at the Aragonese Wikipedia (2009)
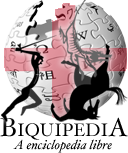
National Day of Aragon at the Aragonese Wikipedia (2010)
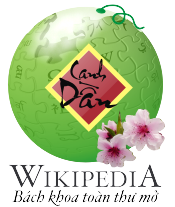
Tết Nguyên đán Wikipedia tiếng Việt (2010)
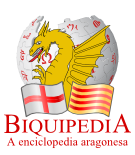
National Day of Aragon at the Aragonese Wikipedia (2011)
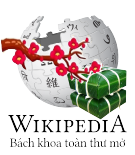
Tết Nguyên đán Wikipedia tiếng Việt (2012)
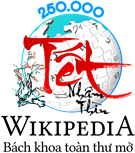
New Year and 250 000 articles at the Vietnamese Wikipedia (2012)
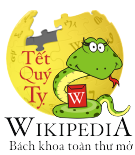
Tết Nguyên đán Wikipedia tiếng Việt (2013)
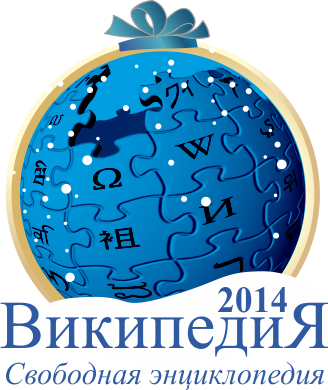
Christmas and New Year at  Logo mừng Giáng Sinh và năm mới tại Wikipedia tiếng Nga (2013–2014)
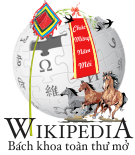
Tết Nguyên đán Wikipedia tiếng Việt (2015)
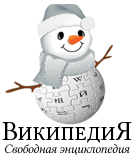
Logo mừng Giáng Sinh và năm mới tại Wikipedia tiếng Nga (2014–2015, 2015–2016)
National Day of Aragon and 10 years anniversary of Aragonese Wikipedia (2015)
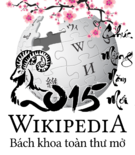
Tết Nguyên đán Wikipedia tiếng Việt (2015)
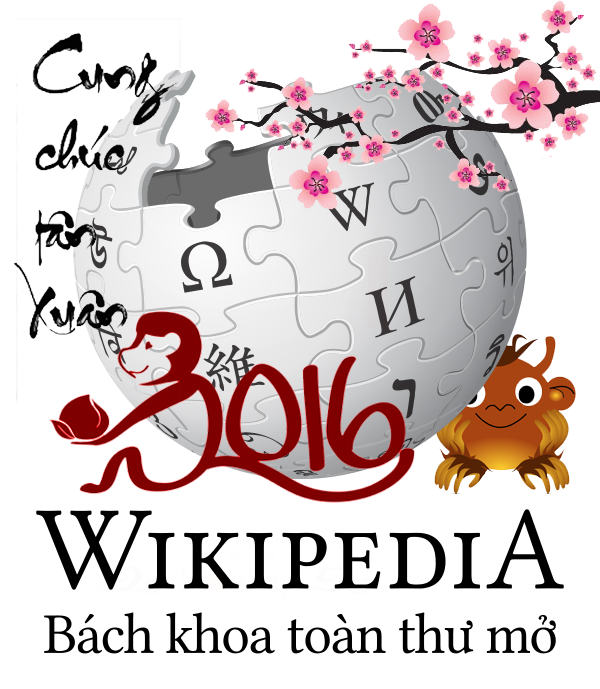
Tết Nguyên đán Wikipedia tiếng Việt (2016)
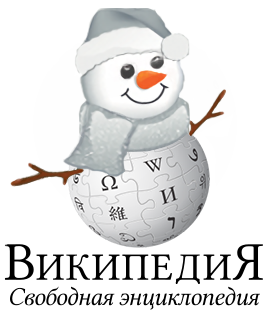
Logo mừng Giáng Sinh và năm mới tại Wikipedia tiếng Nga (2016–2017)
Tết Nguyên đán Wikipedia tiếng Việt (2017)
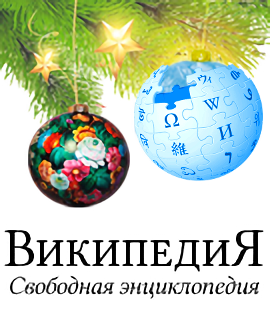
Logo mừng Giáng Sinh và năm mới tại Wikipedia tiếng Nga (2018)
Tết Nguyên đán Wikipedia tiếng Việt (2018)
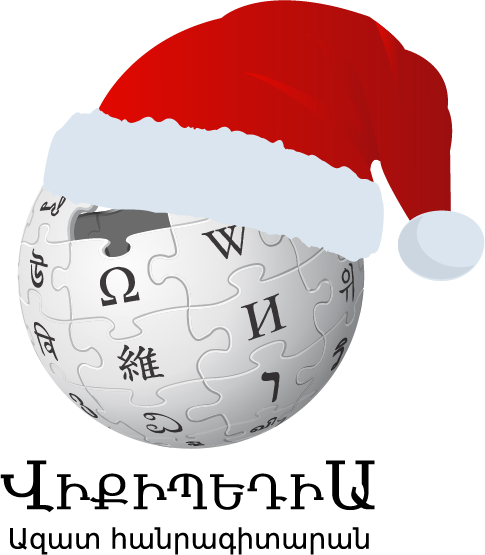
Logo mừng Giáng Sinh và năm mới tại Wikipedia tiếng Armenia (2018–2019)
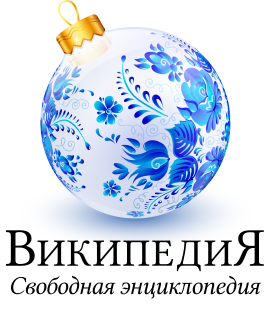
Christmas and New Year at  Logo mừng Giáng Sinh và năm mới tại Wikipedia tiếng Nga (2018–2019, 2021–2022)
Tết Nguyên đán Wikipedia tiếng Việt (2019)
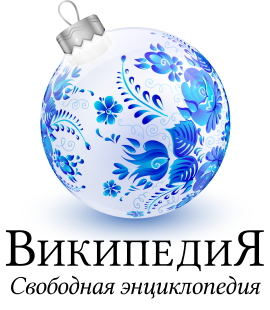
Logo mừng Giáng Sinh và năm mới tại Wikipedia tiếng Nga (2019–2020)
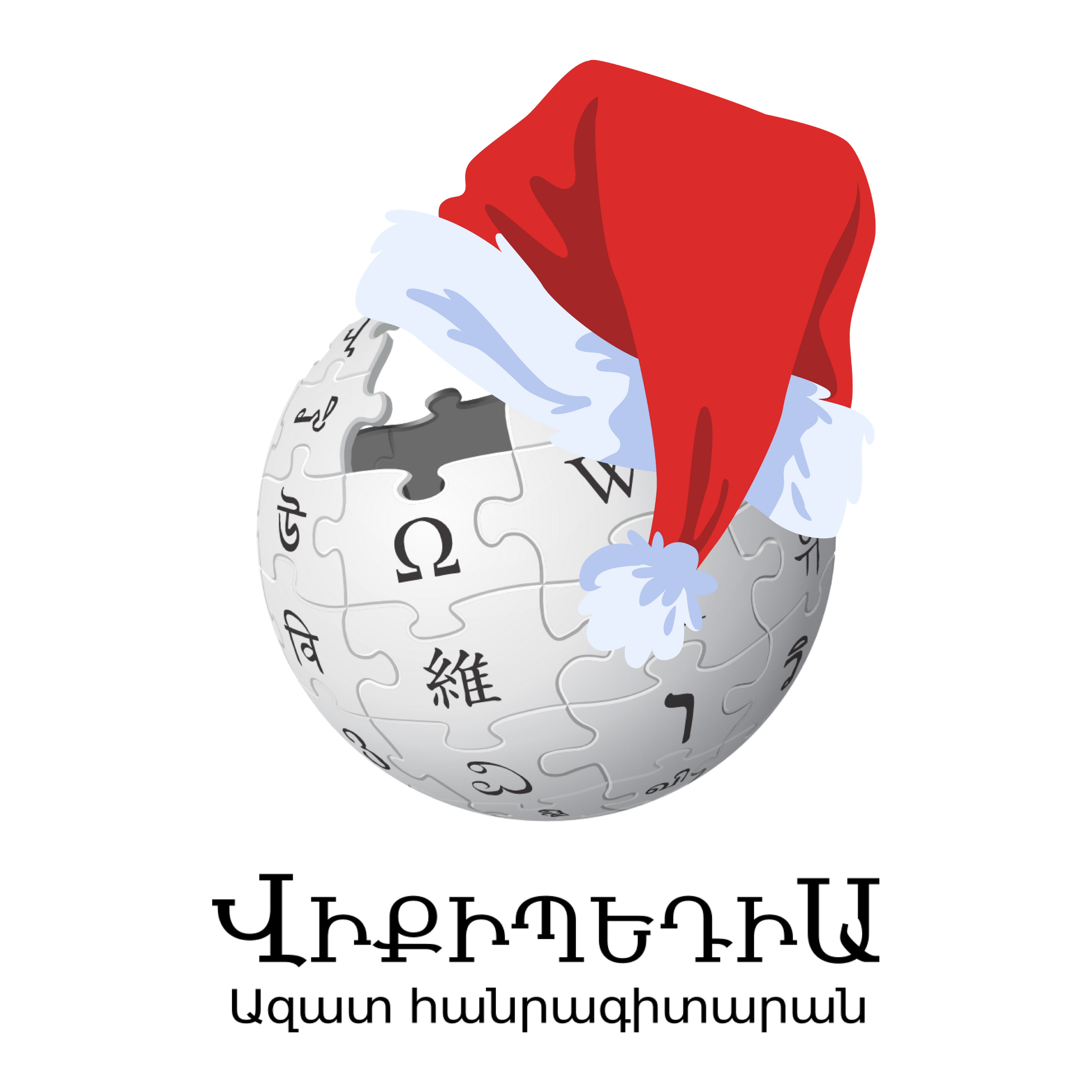
Logo mừng Giáng Sinh và năm mới tại Wikipedia tiếng Armenia (2019–2020)
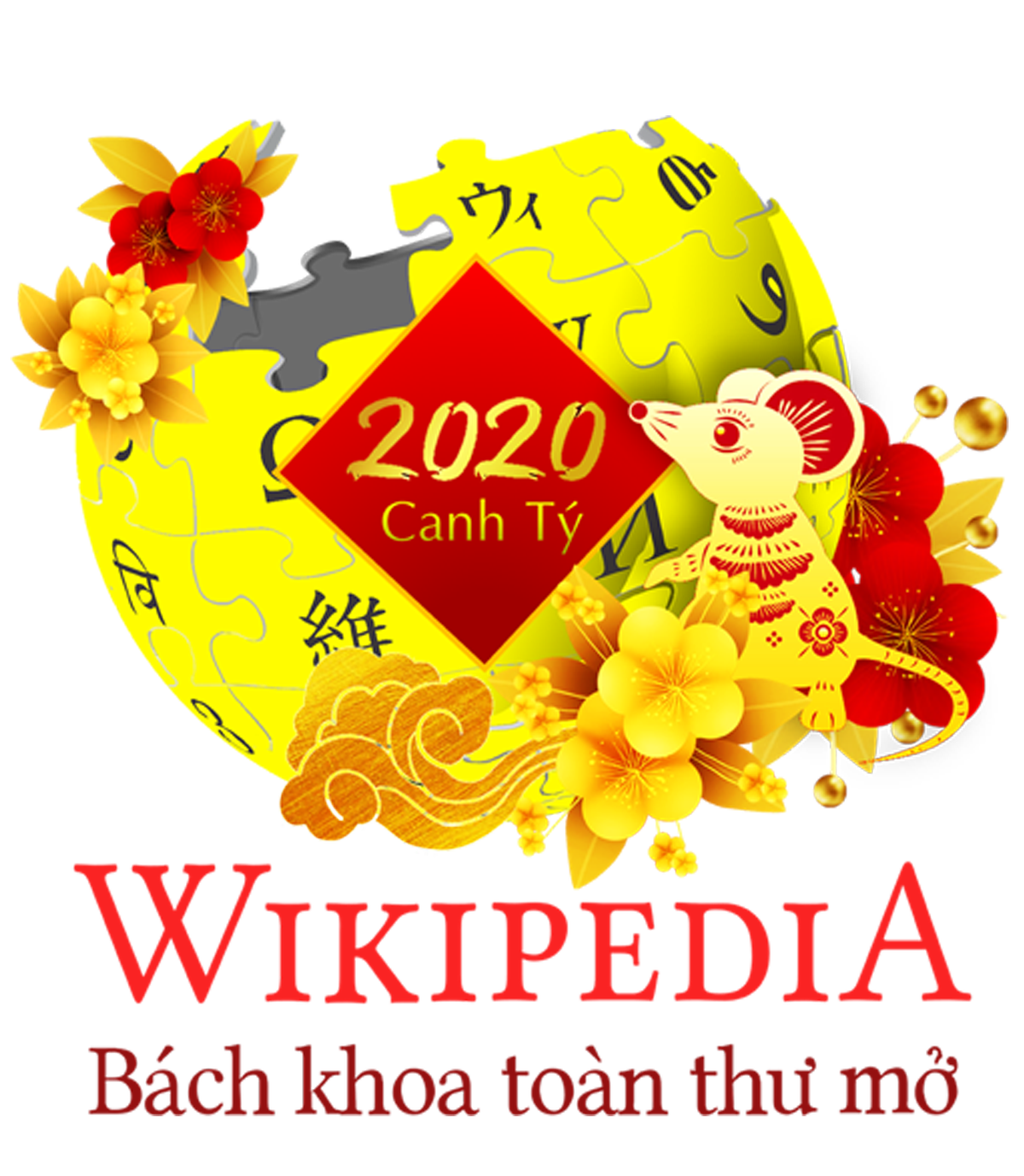
Tết Nguyên đán Wikipedia tiếng Việt (2020)
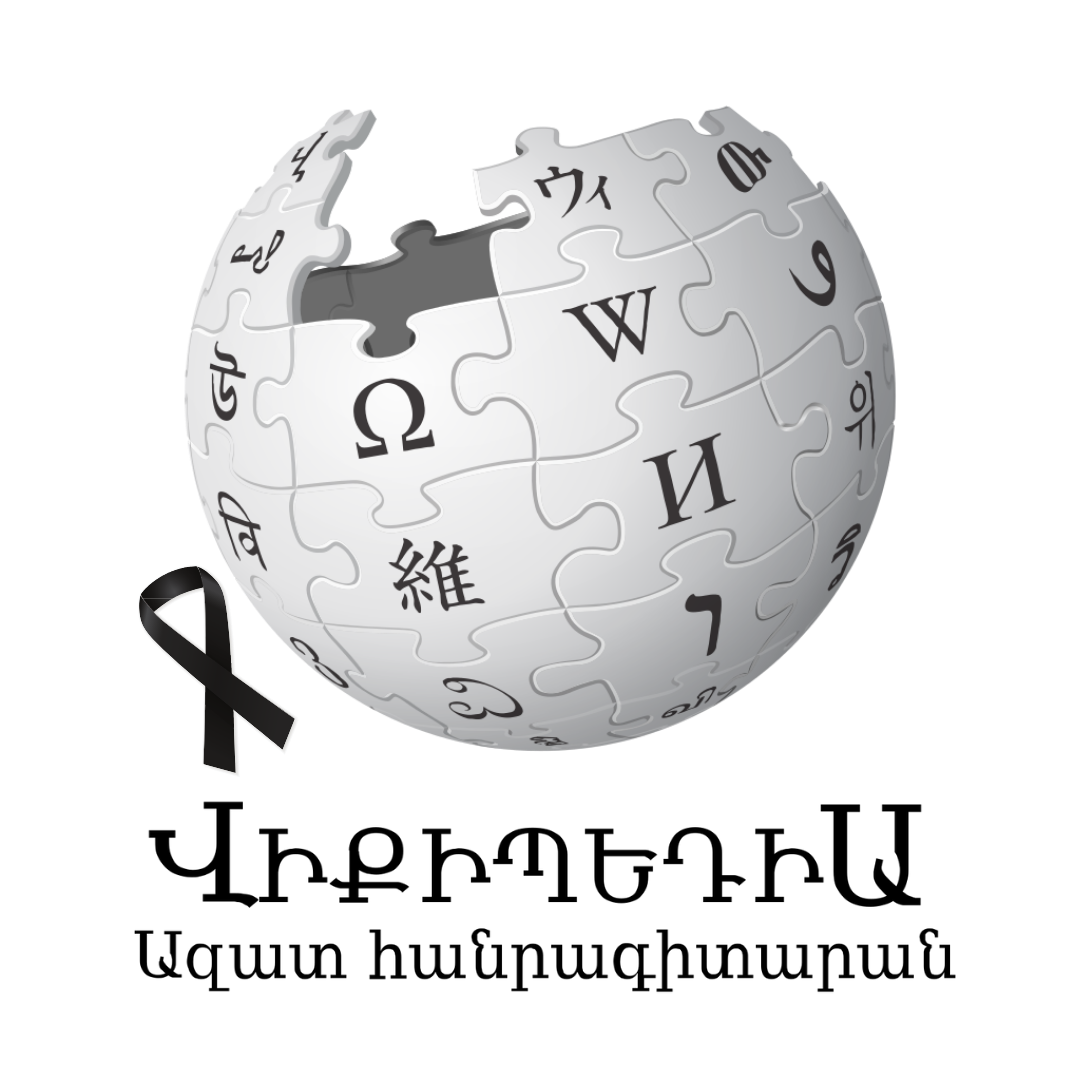
Day of Remembrance of the Heroes of Artsakh on the Armenian Wikipedia (2020)
Logo mừng Giáng Sinh và năm mới tại Wikipedia tiếng Nga (2020–2021)
Tết Nguyên đán Wikipedia tiếng Việt (2021)
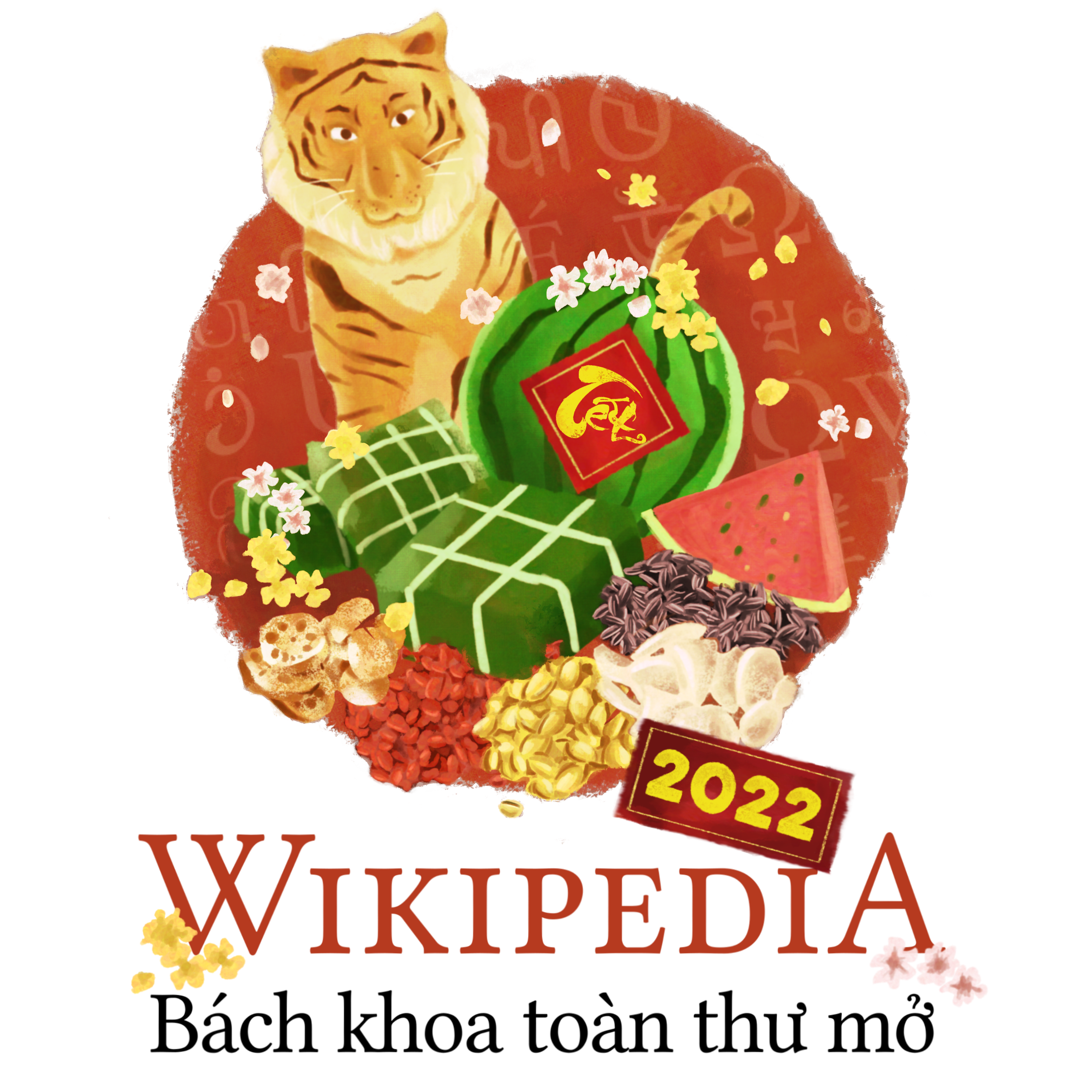
Logo Wikipedia New Year at Vietnamese Wikipedia (2022)